# Ісус Христос у Марти й Марії
Ісус Христо́с у Ма́рти і Марі́ї — це біблійна історія, яка описується в Лк. 10:38-42 та у Лк. 11:27-28.

## Сюжет
Коли Ісус Христос прийшов у Віфанію, поселення розташоване неподалік від Єрусалима, на Оливковій горі. Тут його прийняла до себе до дому одна жінка на ім'я Марта, у якої були брат Лазар і сестра Марія.
У цьому домі Ісус Христос дав настанову про те, що турбота про спасіння душі — вище за всі інші турботи. Причиною до цього став прийом, вчинений йому сестрами Лазаря. Обидві вони із однаковою радістю зустріли Його, але по різному виявили свою радість.
Марія сіла біля ніг Спасителя й слухала його слова. А Марта клопоталася про велике частування. Чи то Марта боялася, що не встигне скоро впоратись у своїх клопотах, чи то їй здалося, що її сестра не так сердечно приймає Ісуса Христа, як треба було, але Марта підійшла до Спасителя і сказала: «Господи, чи Тобі байдуже, що сестра моя покинула мене одну слугувати? Скажи їй, щоб допомогла мені».
Господь відповів на це: «Марто! Марто! Ти турбуєшся і клопочешся про багато що (зайве, тобто турботи Марти спрямовані на те, без чого можна було обійтися, що складає лише життєву і скороминучу метушню). А потрібне тільки одне (це увага до Слова Божого і виконання волі Його), Марія ж обрала благу (найкращу) частку, яка не відніметься від неї».
А іншого разу, коли Ісус Христос розмовляв з народом, то одна жінка не могла втримати в душі своєї радості від його слів і голосно вигукнула з народу: "Блаженна (вищою мірою щаслива) утроба, що носила Тебе, і груди, що годували Тебе!
Спаситель відповів: «блаженні ті, що слухають слово Боже і виконують його» (тобто живуть за повелінням Божим).
| Євангеліє                         | Цитата |
| --------------------------------- | --- |
| Від Луки (Лк. 10:38-42, 11:27-28) | \| \| І сталось, коли вони йшли, Він прийшов до одного села. Одна ж жінка, Марта їй на ім'я, прийняла Його в дім свій. Була ж в неї сестра, що звалась Марія; вона сіла в ногах у Ісуса, та й слухала слова Його. А Марта великою послугою клопоталась, а спинившись, сказала: Господи, чи байдуже Тобі, що на мене саму полишила служити сестра моя? Скажи ж їй, щоб мені помогла. Господь же промовив у відповідь їй: Марто, Марто, турбуєшся й журишся ти про багато чого, а потрібне одне. Марія ж обрала найкращу частку, яка не відбереться від неї... І сталось, як Він це говорив, одна жінка з народу свій голос піднесла й сказала до Нього: Блаженна утроба, що носила Тебе, і груди, що Ти ссав їх! А Він відказав: Так. Блаженні ж і ті, хто слухає Божого Слова і його береже! \| · |
|                                   | І сталось, коли вони йшли, Він прийшов до одного села. Одна ж жінка, Марта їй на ім'я, прийняла Його в дім свій. Була ж в неї сестра, що звалась Марія; вона сіла в ногах у Ісуса, та й слухала слова Його. А Марта великою послугою клопоталась, а спинившись, сказала: Господи, чи байдуже Тобі, що на мене саму полишила служити сестра моя? Скажи ж їй, щоб мені помогла. Господь же промовив у відповідь їй: Марто, Марто, турбуєшся й журишся ти про багато чого, а потрібне одне. Марія ж обрала найкращу частку, яка не відбереться від неї... І сталось, як Він це говорив, одна жінка з народу свій голос піднесла й сказала до Нього: Блаженна утроба, що носила Тебе, і груди, що Ти ссав їх! А Він відказав: Так. Блаженні ж і ті, хто слухає Божого Слова і його береже!            |